# Fudbalski Klub Budućnost Podgorica 2010-2011
Questa voce raccoglie le informazioni riguardanti il Budućnost nelle competizioni ufficiali della stagione 2010-2011.

## Organigramma societario

### Staff tecnico
- Allenatore: Saša Petrović
- Vice allenatore : Nenad Vukčević,
- Assistente tecnico : Radisav Dragićević
- Allenatore dei portieri : Dragoje Leković
- Preparatore atletico : Jovan Počuča
- Responsabile area medica : Žarko Dašić
- Fisioterapisti: Zoran Jovović, Milorad Čabarkapa
- Economista : Zoran Gajević

## Rosa
| N. |                       | Ruolo | Calciatore       |
| -- | --------------------- | ----- | ---------------- |
| 1  | Montenegro (bandiera) | P     | Miloš Dragojević |
| 2  | Montenegro (bandiera) | D     | Đorđe Đikanović  |
| 4  | Montenegro (bandiera) | D     | Goran Perišić    |
| 5  | Montenegro (bandiera) | D     | Stefan Cicmil    |
| 6  | Montenegro (bandiera) | C     | Dražen Ajković   |
| 7  | Montenegro (bandiera) | A     | Luka Rotković    |
| 8  | Montenegro (bandiera) | C     | Nenad Brnović    |
| 9  | Montenegro (bandiera) | A     | Stefan Mugoša    |
| 10 | Montenegro (bandiera) | A     | Sanibal Orahovac |
| 14 | Montenegro (bandiera) | C     | Petar Vukčević   |
| 16 | Montenegro (bandiera) | D     | Ilija Radović    |
| 17 | Serbia (bandiera)     | D     | Slobodan Mazić   |

| N. |                       | Ruolo | Calciatore              |
| -- | --------------------- | ----- | ----------------------- |
| 19 | Montenegro (bandiera) | P     | Damir Ljuljanović       |
| 20 | Montenegro (bandiera) | C     | Dragan Bošković         |
| 21 | Montenegro (bandiera) | P     | Zoran Banović           |
| 24 | Montenegro (bandiera) | A     | Ivan Vuković (capitano) |
| 26 | Montenegro (bandiera) | D     | Radivoje Golubović      |
| 27 | Montenegro (bandiera) | P     | Jasmin Agović           |
| 28 | Montenegro (bandiera) | A     | Darko Nikač             |
| 29 | Montenegro (bandiera) | A     | Blažo Perutović         |
| 30 | Montenegro (bandiera) | C     | Miloš Kalezić           |
| 31 | Camerun (bandiera)    | D     | Franck Onguene          |
| 37 | Serbia (bandiera)     | D     | Goran Adamović          |
| 38 | Montenegro (bandiera) | A     | Admir Adrović           |